# アムステルダム・ベイルマー・アレーナ駅

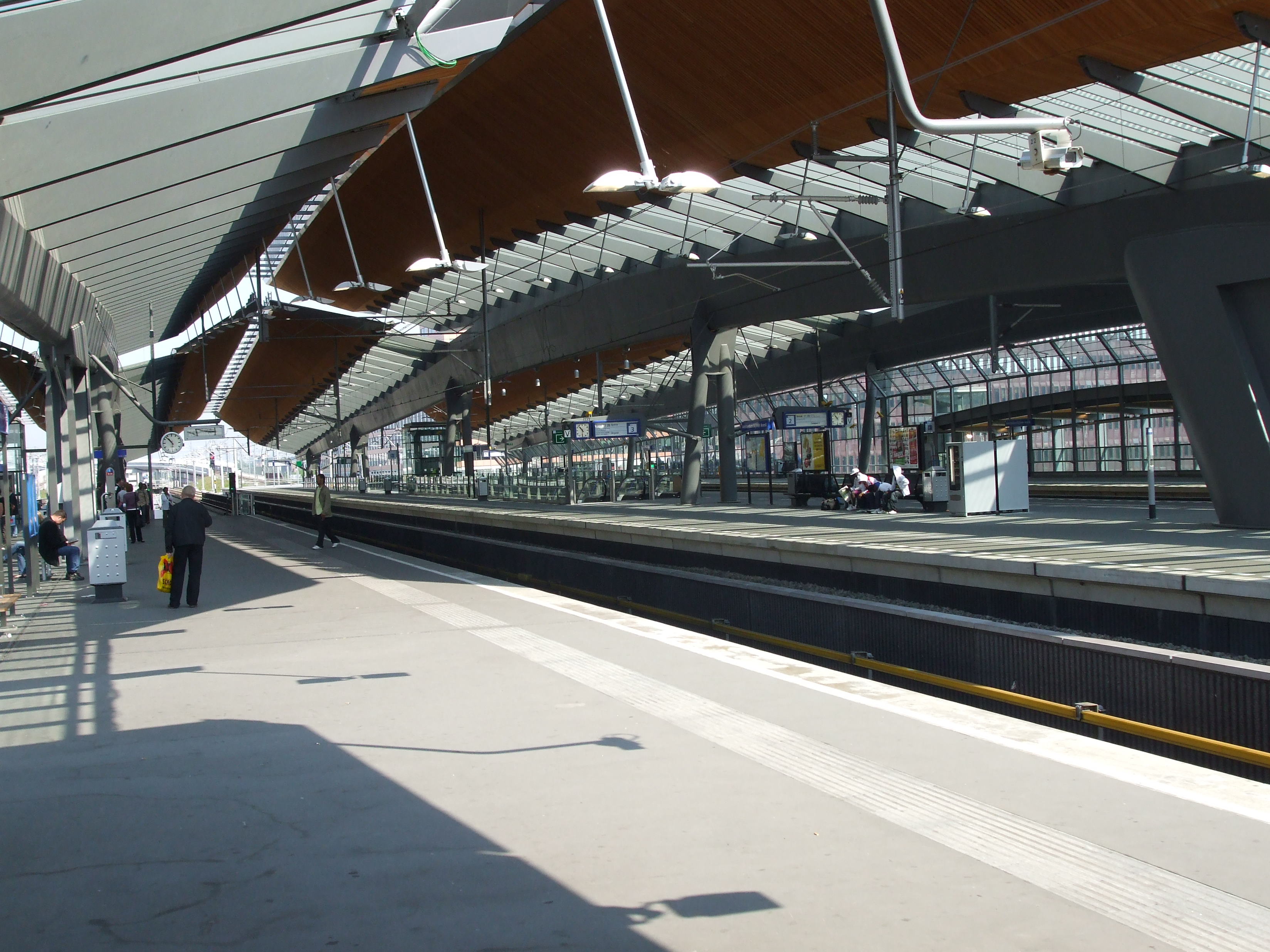
プラットホーム

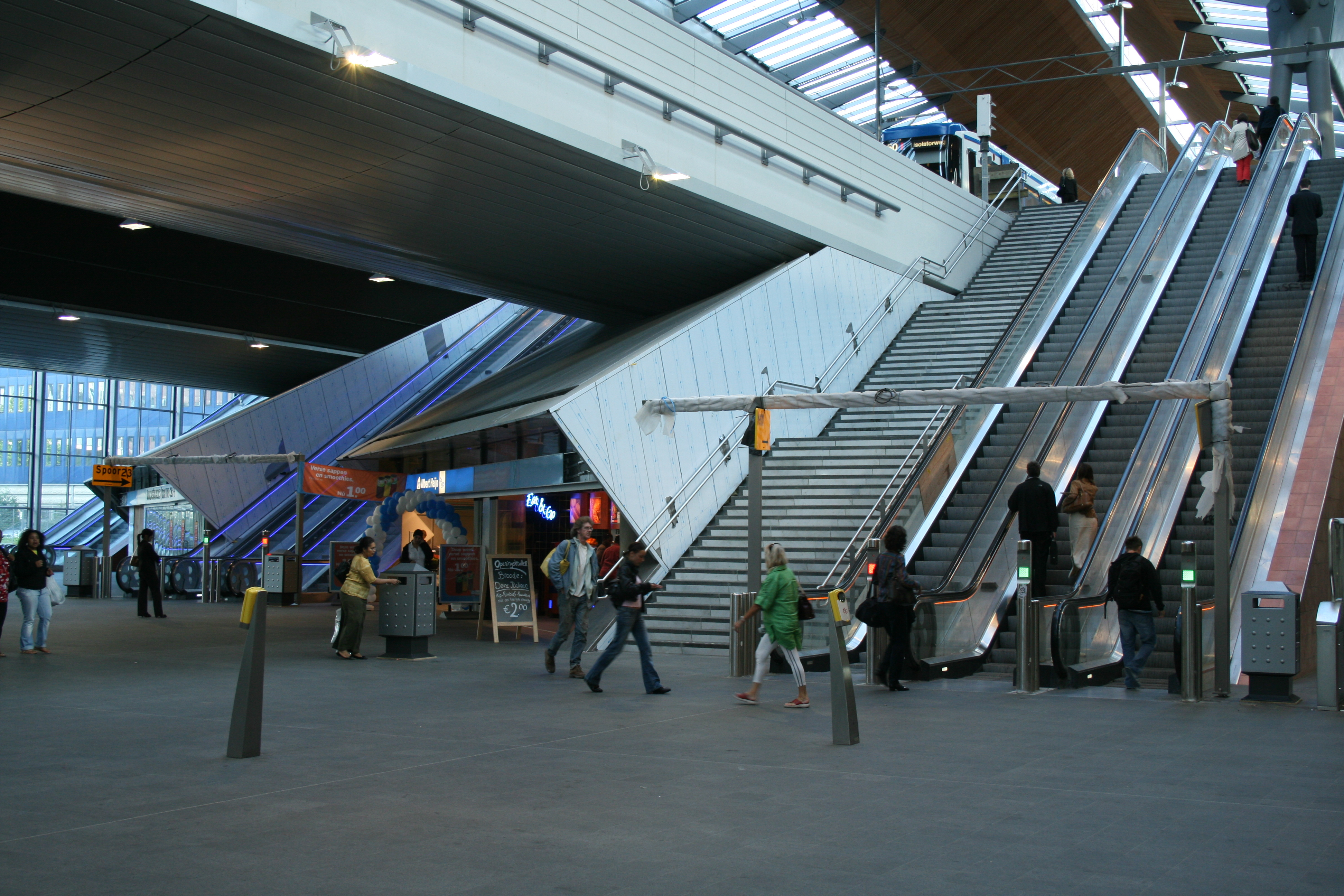
コンコース

アムステルダム・ベイルマー・アレーナ駅（アムステルダム・ベイルマー・アレーナえき、Station Amsterdam Bijlmer ArenA スタシオン・アムステルダム・ベイルマー・アレーナ）はアムステルダム市 南東区 (Zuidoost) ベイルマー地区 (Bijlmermeer) にあるオランダ鉄道の駅。また隣接するアムステルダム市営交通会社（GVB）のベイルマー・アレーナ駅 (Station Bijlmer ArenA) を含めた駅のこと。

## 主な路線

### オランダ鉄道（NS）
アムステルダム中央駅、ザーンダム駅、アルクマール、アウトヘースト(Uitgeest)方面
- 普通 Sprinter（1時間に2本）

アムステルダム南駅、スキポール空港駅方面
- 1時間に5本

ユトレヒト中央駅、アイントホーフェン方面
- Intercity（1時間に2本）、普通 Sprinter（1時間に2本）

ハウダ、ロッテルダム中央駅方面
- 普通 Sprinter（1時間に2本）

### アムステルダム市営交通会社（GVB）
- メトロ50系統 環状線（Isolatorweg ～ レーリーラーン駅 ～ 南駅 ～ ダウヴェンドレヒト駅 ～ Gein）
- メトロ54系統（アムステルダム中央駅 ～ アムステル駅 ～ ダウヴェンドレヒト駅 ～ Gein）

## 駅構造
旧駅舎は土手の上に2面4線のプラットホームがあり、西側の商業地域と東側の住宅地域は、薄暗いトンネルを除いて土手によって断絶されていた。
5面8線のプラットホームを持つ新駅舎を設計するにあたって、都市計画の面からも見直しが行われ、プラットホームと線路を浮かせることによって東西を縦断する幅70m、奥行き100m、高さ最大30mの巨大なコンコースが出現した。
エスカレータ及びエレベータは完備。駅構内施設として、窓口（切符予約・販売、サービス窓口）、自動券売機、売店（ETOS, Kiosk）、コンビニ（Albert Heijn To Go ）、ファストフード店（バーガーキング, Smuller's）がある。

### のりば
| ホーム         | 行先                                                               |
| -------------- | ------------------------------------------------------------------ |
| 1              | アムステルダム中央方面                                             |
| 2              | Utrechtboog経由アムステルダム南・スキポール方面                    |
| 3              | アムステルダム中央方面                                             |
| 4 (暗黙の番号) | メトロ用ホーム 50号線イソラートル通り方面、54号線中央駅方面        |
| 5 (暗黙の番号) | メトロ用ホーム 50号線&54号線ガイン方面                             |
| 6              | アムステルダム中央発 ロッテルダム中央・ユトレヒト中央方面          |
| 7              | Utrechtboog経由ユトレヒト中央方面                                  |
| 8              | 主にアムステルダム中央を経由した列車が停車する。ユトレヒト中央方面 |

### 配線図
|            | ↑ アムステルダム中央方面 |
|            | 構内配線略図             |
|            | ↓ ユトレヒト中央方面     |
| 凡例 出典: |                          |

## 駅周辺

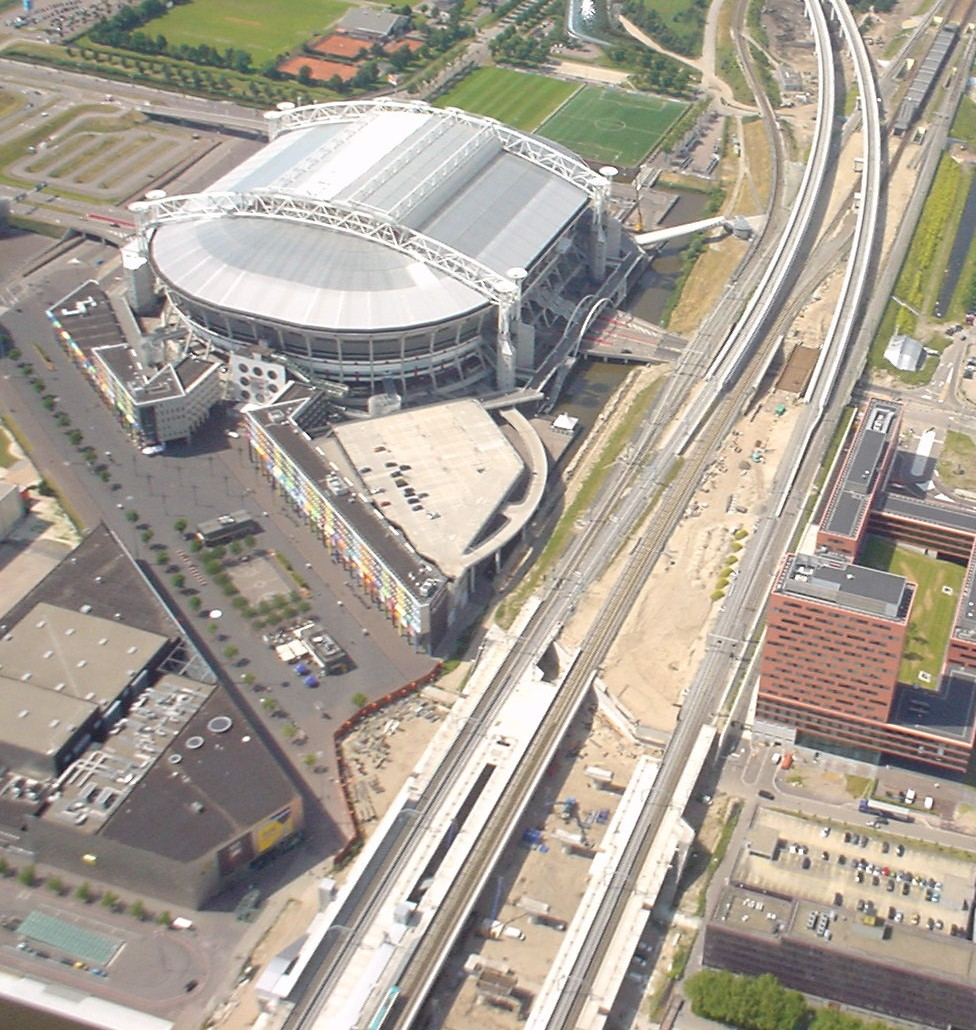
改築中の駅とアムステルダム・アレーナ

この駅はサッカークラブであるアヤックス・アムステルダムのホームスタジアムであるヨハン・クライフ・アレナの最寄り駅ともなっており、試合開催日には混雑する。
- ヨハン・クライフ・アレナ
- アムステルダム・ポート（ショッピングセンター）
- ハイネケン・ミュージックホール（コンサートホール）
- Pathé ArenA（シネマコンプレックス）

## バス路線
- バス停

44,45,46,47,49,102,146,158,175,260,262,264,300(Zuidtangent),355,366系統

## 歴史
アムステルダム中央駅とユトレヒト中央駅を結ぶ路線（アムステルダム-エルテン線）の駅として1971年5月24日に開業した。1976年に一回目の駅舎の改築と線路の高架化工事が完了し、2001年から2007年にかけて二回目の大規模な改築が、イギリスのグリムショー・アーキテクツとオランダの建築設計事務所の共同設計の元に行われた。2006年には2007年度ダイヤ改正に合わせて駅名がAmsterdam BijlmerからStation Amsterdam Bijlmer ArenAに変更となった。新駅舎は2007年11月17日の式典において、マキシマ王女によって正式に開業された。